# 2678 Aavasaksa
2678 Aavasaksa eller 1938 DF1 är en asteroid i huvudbältet som upptäcktes den 24 februari 1938 av den finske astronomen Yrjö Väisälä vid Storheikkilä observatorium. Den är uppkallad efter Aavasaksa, ett berg i Finland.
Asteroiden har en diameter på ungefär 8 kilometer.